# Saint-Thuribe
Saint-Thuribe es un municipio parroquial canadiense situado en la provincia de Quebec.

## Superficie
Saint-Thuribe tiene una superficie de 51 km².

## Demografía
En 2021, tenía 298 habitantes, una densidad poblacional de 5,8 hab./km², y 158 viviendas.